# Caráusio II
Caráusio II (em latim: Carausius) é o nome dado por historiadores modernos a um possível usurpador na Britânia romana entre os anos de 354 e 358, na época do governador Alípio de Antioquia. Moedas apareceram neste período com seu nome, que é o mesmo de um antigo usurpador, Caráusio, responsável pela Revolta Carausiana anos antes. Estas moedas trazem a inscrição CARAVSIVS CES; CES pode ser uma corruptela de CAES ("césar") ou, segundo outra interpretação, uma forma abreviada de CENSERIS (responsável pelo censo).
Nenhuma outra evidência sobre sua existência é conhecida, mas sabe-se que a Britânia nesta época era um lugar instável e perigoso e, portanto, a existência de pretendentes ao trono não era improvável. Contudo, há historiadores que defendem que esta figura jamais existiu e que estas moedas seriam falsificações.